# Primera División de Uruguay 1908
Liga Uruguaya 1908 var den åttonde säsongen av Uruguays högstaliga i fotboll. River Plate FC vann sin första titel som uruguayanska mästare. Ligan spelades som ett seriespel där samtliga tio lag mötte varandra vid två tillfällen. Totalt spelades 89 matcher med 259 gjorda mål. Alberto Cantury (Nacional) vann skytteligan med 10 mål.

## Deltagande lag
Tio lag deltog i mästerskapet, samtliga lag från Montevideo.

## Poängtabell
Notera att en av matcherna mellan Nacional och CURCC ej räknas in i poängtabellen då bägge lagen drog sig ur turneringen.
| Nr | Lag ( )              | S  | V  | O | F  | GM | IM | MS  | P  |
| -- | -------------------- | -- | -- | - | -- | -- | -- | --- | -- |
| 1  | River Plate FC       | 18 | 15 | 1 | 2  | 42 | 13 | +29 | 31 |
| 2  | Montevideo Wanderers | 18 | 12 | 0 | 6  | 38 | 12 | +26 | 24 |
| 3  | Nacional             | 17 | 11 | 2 | 4  | 34 | 16 | +18 | 24 |
| 4  | Dublin FC            | 18 | 11 | 2 | 5  | 32 | 13 | +19 | 24 |
| 5  | Bristol FC           | 18 | 8  | 1 | 9  | 33 | 25 | +8  | 17 |
| 6  | Albion FC            | 18 | 7  | 3 | 8  | 18 | 36 | −18 | 17 |
| 7  | CURCC                | 17 | 7  | 2 | 8  | 20 | 6  | +14 | 16 |
| 8  | Atlético Montevideo  | 18 | 8  | 0 | 10 | 17 | 37 | −20 | 16 |
| 9  | French FC            | 18 | 4  | 1 | 13 | 20 | 59 | −39 | 9  |
| 10 | Intrépido FC         | 18 | 0  | 0 | 18 | 5  | 42 | −37 | 0  |

Noteringar
1. ↑  Nacional lämnade turneringen efter 14 spelade matcher.
2. ↑  CURCC lämnade turneringen efter 10 spelade matcher.
3. ↑  Intrépido FC fick spelförbud efter att ha gett upp 4 av 13 matcher.